# هيتاو

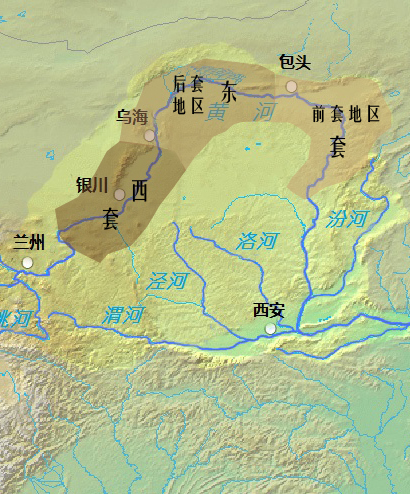
الأقسام الثلاثة لمنطقة هيتاو: الحلقة الغربية (باللون البني)، الحلقة الخلفية (اللون البني الفاتح) والحلقة الأمامية (باللون الأصفر).

هيتاو (بالصينية: 河套 ؛ بينيين: Hétào ؛ وتعني حلقة النهر)، هي منطقة على شكل حرف C تقع في شمال غرب الصين، تتكون من مجموعة من السهول الفيضية الممتدة من ضفاف النصف الشمالي من حلقة أوردوس (وهو منحنى كبير مستطيل شمال النهر الأصفر ويشكل القسم الأوسط من النهر بأكمله). تعتبر هذه المنطقة الحد الشمالي لحوض أوردوس، يحدها من الغرب جبال هيلان [الإنجليزية]، ومن الشمال جبال يين [الإنجليزية]، ومن الشرق الجزء الشمالي من جبال لوليانغ [الإنجليزية]، ومن الجنوب صحراء أوردوس وهضبة اللوس [الإنجليزية] (يشقها سور مينغ العظيم [الإنجليزية]).
تنقسم منطقة هيتاو إلى قسمين رئيسيين: الشريط الغربي (الصينية: 西套 ؛ بينيين: Xītào) ويقع في نينغشيا، والشريط الشرقي (الصينية: 东 套 ؛ بينيين: Dōngtào) الواقع في منغوليا الداخلية. يضم الشريط الغربي سهل ينتشوان الغريني (بالصينية: 银川 平原) المعروف أيضًا باسم سهل نينغشيا) حول مدن شيزويشان وينشوان ووتشونغ وبالإضافة إلى سهل وينينغ (بالصينية: 卫 宁 平原) حول مدينة تشونغ وى، أما الشريط الشرقي فينقسم إلى قسمين: الشريط الخلفي (بالصينية: 后 套) والذي يشمل سهل بايانور (بالصينية: 巴彦淖尔 平原) حول مدينة بايانور؛ والشريط الأمامي (الصينية: 西套؛ بينيين: Qiántào) والذي يشمل سهل توموتشوان (الصينية: 土 默川 平原) الواقع حول مدينتي باوتو وهوهوت.
على عكس البيئة الصحراوية القاحلة / السهوب القريبة، فإن سهول هيتاو هي أراضي عشبية خصبة مناسبة تمامًا للأنشطة الرعوية والزراعية، وكثيراً ما كان يستخدمها العديد من البدو الرحل الأوراسيين كمنطقة انطلاق للإغارة شرقاً في السهل الأوسط وجنوبا في هضبة اللوس [الإنجليزية] ومنطقة جوانجونج [الإنجليزية]. طوال التاريخ الصيني كانت هذه المنطقة ذات أهمية إستراتيجية كبرى ضد الغزاة الشماليين لا سيما خلال فترة حكم سلالتي هان وتانغ.